# Slagelse Sportsklub
Slagelse Sportsklub var en fodboldklub hjemmehørende i Slagelse, hvor der udelukkende blev dyrket fodbold til trods for at klubbens navn kunne indikere, at den havde flere sportsgrene på programmet. Det var især de handelens folk, der var medlem i denne forening. Klubben eksisterer ikke længere i dag.